# Naguilian (La Union)
Naguilian (Bayan ng Naguilian) är en kommun i Filippinerna. Kommunen ligger på ön Luzon, och tillhör provinsen La Union. Folkmängden uppgår till 54 221 invånare år 2015.
Naguilian är indelat i 37 barangayer.